# Železniško postajališče Mlačevo
Železniško postajališče Mlačevo je eno izmed železniških postajališč v Sloveniji, ki oskrbuje bližnje naselje Veliko Mlačevo.